# Wolfgang Fischer (Politiker)
Wolfgang Fischer (* 3. Juni 1943) ist ein deutscher Kommunalpolitiker (SPD). Von 1985 bis 2001 war er Oberbürgermeister von Leinfelden-Echterdingen.

## Leben
Fischer machte eine Ausbildung zum Bauingenieur und arbeitete anschließend ab 1968 beim Baudezernat der Stadt Göppingen. Er wurde in den Gemeinderat der damals noch selbstständigen Gemeinde Faurndau und in den Kreistag des  Landkreises Göppingen gewählt. Dort war er über mehrere Jahre hinweg Fraktionsvorsitzender und ehrenamtlicher Stellvertreter des Landrats. 1971 übernahm er in Göppingen die Abteilungsleitung im höheren Dienst für Planungsfragen, bis er 1982 in Eislingen zum Baubürgermeister gewählt wurde. 
Am 20. Oktober 1985 wurde Fischer mit großer Mehrheit als Nachfolger des bisherigen Amtsinhabers, Walter Schweizer, zum Oberbürgermeister von Leinfelden-Echterdingen gewählt. Am 10. Oktober 1993 wurde er wiedergewählt. Am 4. Dezember 2001 wurde er offiziell in den Ruhestand verabschiedet. Ihm folgte Roland Klenk nach. 

## Ehrungen
Für seine Verdienste erhielt er 2007 das Bundesverdienstkreuz am Bande.